# Ein Mann will nach Deutschland
Pour plus de détails, voir Fiche technique et Distribution.
Ein Mann will nach Deutschland (titre français : Un homme veut l'Allemagne) est un film allemand réalisé par Paul Wegener, sorti en 1934.

## Synopsis
Trois ingénieurs - l'Allemand Hagen, le Britannique Corner et le Français Duval - travaillent pour la compagnie vénézuélienne Ortiguez. Lorsque la Première Guerre mondiale est déclarée, ils doivent se séparer pour aller rejoindre les armées de leurs pays. Brack, un contremaître compatriote de Hagen, veut retourner en Allemagne avec lui. Avant le départ, ils se rendent dans un bar. Une bagarre éclate lorsque l'Allemagne est accusée d'être à l'origine des hostilités. Alors qu'il défend Brack, Hagen est poignardé. Grièvement blessé, l'ingénieur allemand vient voir sa patronne, Manuela Ortiguez. Elle accorde son aide aux Allemands ; une histoire d'amour commence entre Hagen et Manuela. Malgré les suppliques de la Vénézuélienne, Hagen répond à l'appel de son pays.
Hagen et Brack prennent le bateau de Manuela avec un pavillon neutre pour traverser l'océan. Un navire anglais l'intercepte et les fait prisonniers. Hagen et Brack sont emprisonnés en Jamaïque. Ils se retrouvent avec d'autres Allemands. Peu à peu, un plan d'évasion s'élabore pour fuir à Cuba. Manuela apprend l'arrestation de Hagen et décide de le voir. Ils passent quelques jours ensemble. Manuela n'obtient pas la libération de Hagen. Hagen et Brack s'évadent subitement et se cachent à bord d'un bateau danois qui va vers Plymouth.
Manuela apprend l'évasion et court aussi avec son yacht vers Plymouth. Mais la tentative de Hagen a échoué. Attristée, Manuela fait demi-tour. Pedra, la confidente de Manuela, ne supporte plus la tristesse de son amie et va voir les autorités anglaises. Le commandant du port de Plymouth est Corner. Elle lui demande de l'aide, mais Corner n'écoute que son sens patriotique. Manuela comprend mieux l'attitude de Hagen, le prend sur son yacht et tente, poursuivie par navires de guerre anglais, d'atteindre les eaux allemandes. Quand cela réussit, par solidarité avec son grand amour, elle fait hisser le drapeau allemand.

## Fiche technique
- Titre : Ein Mann will nach Deutschland
- Réalisation : Paul Wegener assisté d'Erich Kobler (de)
- Scénario : Philipp Lothar Mayring, Fred Andreas d'après son roman.
- Musique : Hans-Otto Borgmann
- Direction artistique : Werner Schlichting
- Costumes : Paul Haupt, Maria Spindler, Anton Walkenbach
- Photographie : Fritz Arno Wagner
- Son : Walter Tjaden
- Montage : Milo Harbich (de)
- Production : Bruno Duday
- Sociétés de production : UFA
- Société de distribution : UFA
- Pays de production :  Reich allemand
- Langue : allemand
- Format : Noir et blanc - 1,37:1 - Mono - 35 mm
- Genre : Drame
- Durée : 89 minutes
- Dates de sortie :
  - Allemagne : 26 juillet 1934.
  - États-Unis : 12 novembre 1934.
  - France : 15 novembre 1935[1].

## Distribution
- Karl Ludwig Diehl (en) : Hagen
- Brigitte Horney : Manuela Ortiguez
- Hermann Speelmans (en) : Brack
- Siegfried Schürenberg : Corner
- Ernst Rotmund : Duval
- Charlotte Schultz : Pedra
- Hans Leibelt : Morron, le gestionnaire des activités de Manuela Ortiguez
- Ludwig Trautmann : Le capitaine Jefferson
- Willy Birgel : Le commandant du camp anglais
- Hans Zesch-Ballot : L'officier de la marine anglaise
- Willi Schur : Dohm
- Günther Hadank : Dr. Hellfritz
- Paul Wegener : un chauffeur
- Else Reval : un passager
- Ernst Behmer : un officier des douanes
- Gerhard Bienert : un ouvrier
- Richard Glahn : L'adjudant de Corner
- Erich Harden : un navigateur
- Harry Hardt : un officier de la police du port anglais
- Paul Hildebrandt : L'électricien dans le camp d'internement
- Max W. Hiller : Le Sud-Américain qui vend son passeport
- Aribert Mog : Le capitaine du destroyer anglais
- Werner Schott : Le consul allemand de Cuba
- Josef Sieber : Le barman
- Hellmuth Passarge (de) : Le barma
- Milena von Eckardt : une señorita
- Andrea Germann : une amie

## Histoire
Le film est tourné d'avril 1934 (pour les plans en extérieur) à fin mai 1934 (pour les plans en studio). Les plans extérieurs sont faits sur l'île de Tenerife (La Orotava, Puerto de la Cruz, Santa Cruz de Tenerife, le Teide) ainsi qu'à Hambourg et à Berlin.
Wegener voyage à bord d'un paquebot du Hamburg America Line, l'Osorio, en compagnie de neuf acteurs et tourne des films sur le navire. Il fait aussi des plans sur un navire anglais dans le port de Vigo.
Après la Seconde Guerre mondiale, Ein Mann will nach Deutschland fait partie des films censurés par les autorités alliés.

## Article annexe
- Liste des longs métrages allemands créés sous le nazisme

## Source de la traduction
- (de) Cet article est partiellement ou en totalité issu de l’article de Wikipédia en allemand intitulé « Ein Mann will nach Deutschland » (voir la liste des auteurs).